# 귀여운 공격성

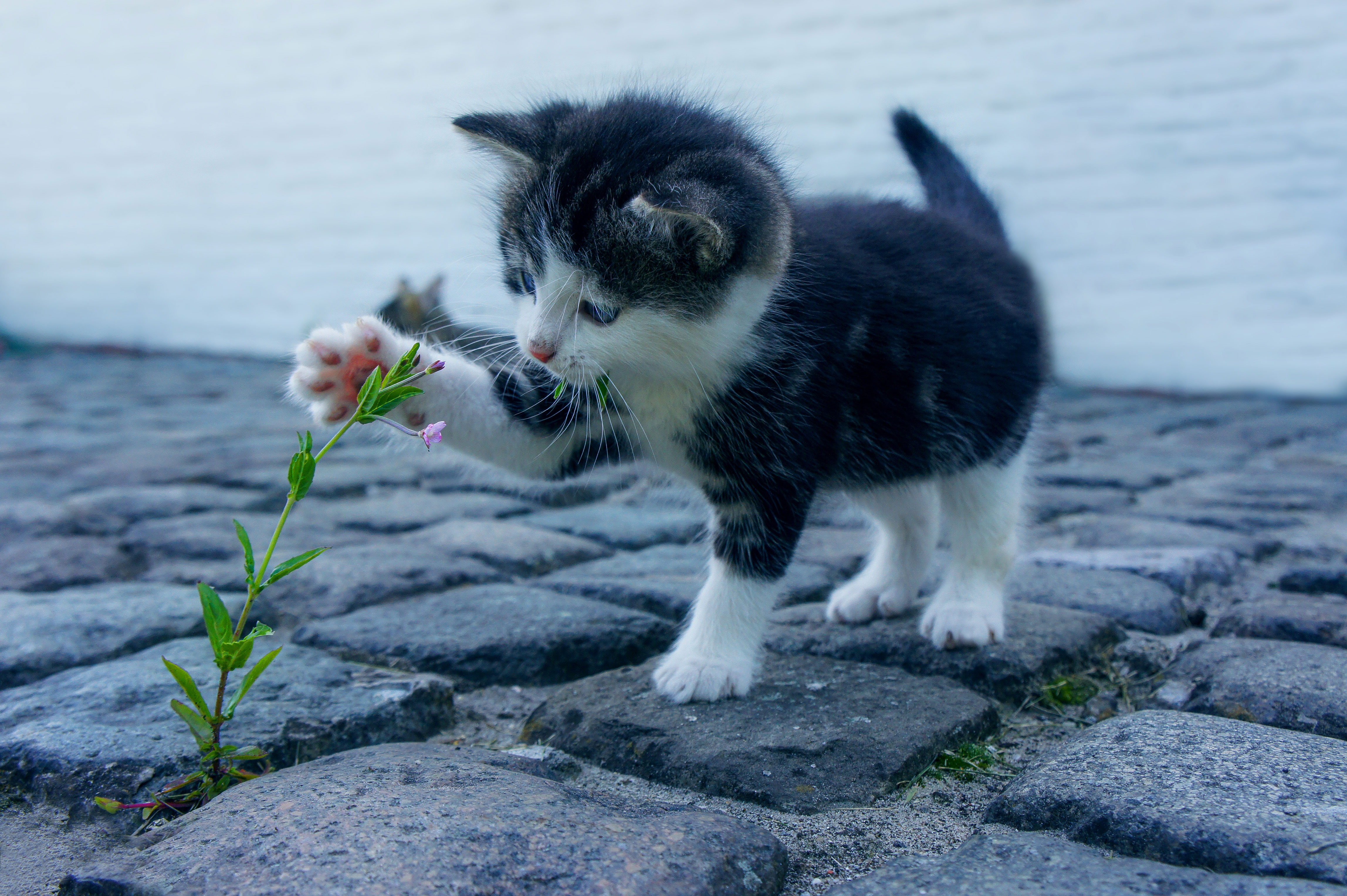
위의 이미지와 같은 자극은 호르몬 조절에 의해 매개되어 표면적으로 공격적인 경향을 유발할 수 있다.

귀여운 공격성(cute aggression) 또는 장난스러운 공격성(playful aggression)은 인간 아기나 어린 동물과 같은 귀여운 것을 보고 생기는 표면적인 공격적 행동이다. 실제로 어떠한 해를 입히거나 입히고 싶어하는 의도 없이 이를 악물거나, 주먹을 꽉 쥐거나, 귀엽다고 생각하는 것을 깨물고, 꼬집고, 짜내고 싶은 충동을 느낀다면 귀여운 공격성을 경험하는 것이다.

## 용어
귀여운 공격성에 대한 첫 연구는 오리아나 아라곤이 주도하였다. "귀여운 공격성"이라는 용어는 2013년 1월 18일 리베카 다이어와 아라곤이 성격 및 사회 심리학회 연례 회의에서 이 주제에 대한 연구진의 초기 연구를 발표하면서 널리 알려지게 되었다. 2015년, 아라곤과 연구진은 이 주제에 대한 첫 학술 논문을 발표하였으며, "장난스러운 공격성"이라는 용어로 대체하여 다음과 같이 정의하였다.
장난스러운 공격성은 사람들이 아기와 상호 작용할 때 때때로 보여주는 표현과 관련이 있다. 가끔씩 우리는 행복한 상태임에도 행복하다기보다 화를 내는 것처럼 말을 하고 행동하는 것처럼 보인다. 예를 들어 어떤 사람들은 이를 악물고, 손을 꽉 쥐거나, 볼을 꼬집거나, "널 잡아먹고 싶어!"와 같은 말을 한다. 장난스러운 공격성의 모든 가능한 행동에 대해 묻는 것은 어려울 것이므로, 우리는 일반적으로 이러한 종류의 것에 대해 묻고, 이것들을 장난스러운 공격성이라고 부르기로 한다.

### 영어 외의 언어
장난스러운 공격성의 개념은 영어가 아닌 다른 언어에서도 발견된다. 예를 들어 필리핀어에서 "기길"(gigil)이라는 단어는 "이를 악물고 견딜 수 없을 정도로 귀여운 것을 꼬집거나 쥐고 싶은 충동"을 나타낸다. 인도네시아어로 "게마스"(gemas)는 귀여운 것을 볼 때 이를 악물거나 꼬집고 싶은 충동으로 이어지는 감정이 쌓여감을 가리킨다. 말레이시아어 단어 "게람"(geram)은 귀여운 공격성을 뜻하지만 모호하게 맥락에 따라 분노나 좌절을 의미할 수도 있다. 태국어에서는 "만키아오우"(mankiaow)라고 부른다. 과테말라와 같은 일부 라틴아메리카 국가에서는 "것"으로 부르기도 한다. 예를 들어 "에세 가티토 메 다 코사"(ese gatito me da cosa; 저 고양이가 내게 것을 준다)라고 말한 뒤에 꼬집거나 이를 악물거나 깨물며 즐거워하는 움직임을 취한다. 프랑스어에서는 "아 크로케"(à croquer)가 본래는 "깨물다"라는 뜻만을 가짐에도 "매우 귀엽다"라는 표현으로 사용된다.

## 기능
장난스러운 공격성은 긍정적인 경험이 주로 부정적인 감정과 연관된 표현을 이끌어내는 일종의 "이형적" 표시이다. 이 행동은 다양한 상황에 걸쳐 이형적인 감정을 경험하는 개인에게 더 흔하게 발생하며, 압도적으로 긍정적인 감정과 부정적인 반응의 균형을 유지함으로써 감정을 조절하는 데 도움을 줄 수 있다.
강렬한 긍정적인 감정은 종종 명확히 긍정적인 표현과 전형적으로 부정적인 표현의 혼합을 만들어낸다. 이것은 사람이 행복에 압도되어 눈물을 흘리거나 심지어 울기 시작하는 상황에서 흔히 목격된다. 이러한 감정 조절은 "이형적 표현"이라는 단어를 만들어냈다. 이형 표현 모델은 귀여운 자극에 노출되지 않은 조건과 노출된 조건에서 피실험자에게 묻는 일련의 질문이 포함된 연구를 통해 현상의 타당성을 확인하고자 한다.

## 타고난 성향
인간은 보살피고자 하는 타고난 성향을 가지고 있다. 한 종으로서, 인간은 자손이 생존하기 위해 부모의 보살핌에 크게 의존한다. 인간은 다른 종에 비해 번식률이 매우 낮기 때문에 극소수 자손의 생존에 대한 부모의 보살핌의 중요성을 증폭시킨다. 이러한 감정은 특정 임계값보다는 연속적인 척도에 있는 경향이 있다. 이 변화도는 귀엽지는 않음에도 반응을 일으키는 개체와 비교하여 더 귀엽다고 인식하는 개체에서 가장 강렬하다.

## 참고 문헌

### 주해
1. ↑  아라곤 등의 저자 논문(2015)을 참조할 것.[2]

### 인용
1. 1 2  Anna Brooks and Ricky van der Zwan (2013)
 "Explainer: what is cute aggression?" The Conversation, 10 September 2013. Accessed 2 September 2013.
2. 1 2 3 4 5 6 7 8 9  Oriana R. Aragón, Margaret S. Clark, Rebecca L. Dyer and John A. Bargh (2015) "Dimorphous Expressions of Positive Emotion: Displays of Both Care and Aggression in Response to Cute Stimuli",
Psychological Science, 26(3): 259–273 (27 January 2015). doi: 10.1177/0956797614561044
3. ↑  “When Too Cute is Too Much, the Brain Can Get Aggressive”.
4. ↑  Stephanie Pappas (2013) "'I Wanna Eat You Up!' Why We Go Crazy for Cute" LiveScience, 21 January 2013. Accessed 2 September 2013.
5. ↑  Amy Smith (2017) "Cute anger management" 보관됨 2022-05-19 - 웨이백 머신 Lateral magazine, 9 August 2017. Accessed 2 September 2017.
6. ↑  Stavropoulos, Katherine (2018년 12월 4일). “"It's so Cute I Could Crush It!": Understanding Neural Mechanisms of Cute Aggression”. 《Frontiers in Behavioral Neuroscience》 12: 300. doi:10.3389/fnbeh.2018.00300. PMC 6288201. PMID 30564109.